# Ріпа (район)
Ріпа (у перекладі із староіталійської — Берег) — XII Ріоне (Район) Риму. Він охоплює Авентін, частину долини  Circus Maximus, а також і лівий берег Тибру між мостами Ponte Sublicio та Monte Savello. До нього належить також острів Тіберіна.

## Історія
Ім'я району походить від античної гавані на Тибрі — Ріпа Ґранде (Ripa Grande). Район отримав свої межі у 1921 році і складається із середньовічних районів Реґіо Ріпе і Марморате.

## Герб
Гербом району є кермо як згадка про стару гавань.